# جان راسموسن
جان راسموسن (بالدنماركية: Jan Rasmussen)‏ هو موجه قوارب ‏ دنماركي، ولد في القرن العشرين.

## وصلات خارجية
- جان راسموسن على موقع الاتحاد الدولي للتجديف (الإنجليزية)